# Seilbahn St. Martin
Die Seilbahn St. Martin ist eine Kabinenbahn am Sonnenberg im Vinschgau in Südtirol. Sie führt von der Talstation in Latsch-Martell zur Bergstation in St. Martin im Kofel auf 1740 Metern. Sie überwindet dabei einen Höhenunterschied von 1100 Metern. Die Bergstation der Seilbahn wird oft als Ausgangspunkt für Wanderungen genutzt.